# Докса
До́кса (от др.-греч. δόξα — «мнение», «взгляд») — общепринятое мнение. Этот термин возник в Древней Греции и является термином риторики. Софисты использовали или опровергали доксы в своих целях, тем самым заставляя слушателей (так называемых пациентов) менять своё мнение, при этом пациент думает, что всегда считал так, а не иначе. В Римской республике и в современном мире этот метод используют в юриспруденции и политике.
Платон выступал против доксы и считал её чем-то между знанием и незнанием. Он считал, что докса приводит к классическим ошибкам в истинности суждений. Парменид считал доксу призрачным представлением.